# Devine, Texas
Devine är en ort i Medina County i Texas. Orten hår fått sitt namn efter domaren Thomas Jefferson Devine. Devine grundades år 1881 i samband med att järnvägen byggdes från San Antonio till Laredo. År 1904 hade orten 504 invånare och fick status som kommun då. Devine hade 4 350 invånare enligt 2010 års folkräkning.